# Associazione Sportiva Volley Lube
L'Associazione Sportiva Volley Lube è una società pallavolistica maschile italiana con sede a Treia: milita nel campionato di Superlega.

## Storia

La Lube al debutto tra i professionisti, nel campionato di Serie A2 1993-94

L'Associazione Sportiva Volley Lube viene fondata nel 1990 a Treia per la volontà di creare una società sportiva legata al marchio Lube: tuttavia poco dopo la sua fondazione, la società lega il suo nome alla città di Macerata, dove svolge la maggior parte delle attività sportive e hanno sede diversi uffici amministrativi. Partita dalle serie inferiori, nel giro di tre annate, precisamente in quella 1993-94 approda in Serie A2, disputando il primo campionato da professionista; la stagione successiva chiude il campionato al terzo posto, ma complice la mancata iscrizione di diverse società, viene ripescata in Serie A1: nella stagione 1995-96 fa quindi il suo esordio nella massima divisione italiana.
Nella stagione 1996-97, il quarto posto in regular season ed il raggiungimento dei quarti di finale nei play-off scudetto, qualifica la squadra ad una competizione europea, ossia alla Coppa CEV 1997-98, chiusa poi al terzo posto e al quarto posto nell'edizione 1998-99. I primi trofei in bacheca giungono nella stagione 2000-01, con la vittoria della Coppa Italia, battendo in finale la Sisley Volley, e della Coppa CEV. Nell'annata successiva, ancora in campo internazionale, arriva un'altra affermazione, con la vittoria, alla prima partecipazione, della Champions League: battendo in finale i greci dell'Olympiakos Syndesmos Filathlon Peiraios, l'AS Volley Lube si laurea campione d'Europa; in campionato tuttavia, nonostante avesse chiuso la regular season al primo posto, non va oltre i quarti di finale nei play-off scudetto. Nella stagione 2002-03 vince per la seconda volta la Coppa Italia, mentre per una nuova vittoria in campo europeo bisognerà attendere la Coppa CEV 2004-05, successo bissato anche nell'edizione successiva.
Nella stagione 2005-06, dopo il primo posto nella stagione regolare, arriva anche la vittoria del primo scudetto, battendo nella serie finale la Sisley Volley: la stagione seguente si apre con la vittoria della Supercoppa italiana, mentre il prosieguo dell'annata è sotto le aspettative, con un decimo posto finale in campionato. Nelle quattro annate successive, il club di Treia, vince per due volte la Coppa Italia, nell'edizione 2007-08 e 2008-09, la Supercoppa italiana 2008 e la Challenge Cup 2010-11, oltre ad un quarto posto nella Champions League 2008-09; nella stagione 2011-12 vince per la seconda volta lo scudetto, con l'affermazione sulla Trentino Volley, seguita poi dalla vittoria della Supercoppa italiana 2012, vinta anche nel 2014, mentre al termine dell'annata 2013-14 si aggiudica nuovamente il campionato.
Nel 2014 la società lascia Macerata, dove si continuerà a svolgere l'attività giovanile, per trasferire definitivamente tutte le attività amministrative a Treia. Nella stagione 2014-15 si aggiudica per la quarta volta la Supercoppa italiana, in quella 2015-16 sposta la propria sede di gioco a Civitanova Marche, mentre in quella 2016-17 arriva il successo per la quinta volta in Coppa Italia e il quarto in campionato. Nella stagione 2017-18 partecipa per la prima volta al campionato mondiale per club, venendo sconfitta in finale dallo Zenit-Kazan, per poi ritornare alla vittoria dello scudetto nella stagione 2018-19: nella stessa annata conquista per la seconda volta la Champions League, battendo in finale lo Zenit-Kazan. Nella stagione 2019-20 vince il campionato mondiale per club 2019 e la Coppa Italia, mentre in quella successiva conquista nuovamente la coppa nazionale e lo scudetto, successo ottenuto anche nel campionato 2021-22. Nella stagione 2024-25 ottiene l'ottavo successo in Coppa Italia, battendo in finale il Verona.

## Rosa 2025-2026
| N° | Nome               | Ruolo | Data di nascita   | Nazionalità sportiva |
| -- | ------------------ | ----- | ----------------- | -------------------- |
| 2  | Wout D'Heer        | C     | 26 aprile 2001    | Belgio               |
| 3  | Giovanni Gargiulo  | C     | 1º gennaio 1999   | Italia               |
| 4  | Eric Loeppky       | S     | 1º agosto 1998    | Canada               |
| 5  | Santiago Orduna    | P     | 31 agosto 1983    | Italia               |
| 6  | Francesco Bisotto  | L     | 20 maggio 2002    | Italia               |
| 7  | Fabio Balaso       | L     | 20 ottobre 1995   | Italia               |
| 8  | Mattia Boninfante  | P     | 24 giugno 2004    | Italia               |
| 9  | Poriya Khanzadeh   | S     | 1º luglio 2004    | Iran                 |
| 11 | Aleksandăr Nikolov | S     | 30 novembre 2003  | Bulgaria             |
| 16 | Pablo Kukartsev    | O     | 25 marzo 1993     | Argentina            |
| 18 | Marko Podraščanin  | C     | 29 agosto 1987    | Italia               |
| 21 | Mattia Bottolo     | S     | 3 gennaio 2000    | Italia               |
| 22 | Noa Duflos-Rossi   | S     | 10 settembre 2007 | Francia              |
| 24 | Davi Tenorio       | C     | 21 giugno 2005    | Spagna               |

## Palmarès

La Lube per la prima volta campione d'Europa nella Champions League 2001-02

- Campionato italiano: 7

2005-06, 2011-12, 2013-14, 2016-17, 2018-19, 2020-21, 2021-22
- Coppa Italia: 8

2000-01, 2002-03, 2007-08, 2008-09, 2016-17, 2019-20, 2020-21, 2024-25
- Supercoppa italiana: 4

2006, 2008, 2012, 2014
- Campionato mondiale per club: 1

2019
- CEV Champions League: 2

2001-02, 2018-19
- Coppa CEV/Challenge Cup: 4

2000-01, 2004-05, 2005-06, 2010-11